# منجم جبل العنق
منجم جبل العنق هو منجم يقع في ولاية تبسة. يمثل جبل العنق واحداً من أكبر احتياطي الفوسفات في الجزائر حيث يقدر احتياطاته بنحو 2.8 مليار طن من الخام بنسبة 24 ٪ من خماسي أكسيد الفوسفور.